# Bashar al-Assad
Bashshār al-Assad (in arabo بشار حافظ ﻋﻠﻲ الأسد‎?, Bachār Ḥāfiẓ ʿAlī al-Asad; pron. levantina: [baʃˈʃaːɾ ˈħaːfɪzˁ alˈʔasad] · ; Damasco, 11 settembre 1965) è un politico e militare siriano, ex presidente della Siria e Mushīr delle forze armate siriane dal 17 luglio 2000 all'8 Dicembre 2024, accusato da diverse organizzazioni internazionali (come l'ONU e ONG come Amnesty International) di aver commesso crimini di guerra e crimini contro l'umanità durante la guerra civile siriana. Personaggio internazionale noto e controverso, è stato designato come successore dal padre Ḥāfiẓ al-Asad e ha governato la nazione in seguito alla sua morte avvenuta per arresto cardiaco. Numerosi analisti sostengono che il governo della famiglia al-Asad sulla Siria sia stato un regime dittatoriale. Nelle elezioni presidenziali in Siria del 2000 e del 2007, in cui era l'unico candidato, ha ricevuto rispettivamente il 97,29% e il 97,6% dei voti totali. Nonostante agli inizi della sua presidenza fosse inquadrato a livello internazionale come un potenziale riformatore, avendo dichiarato pubblicamente di voler ottenere una normalizzazione delle relazioni tra Siria e Israele, nel 2011 gli Stati Uniti, l'Unione europea e la maggioranza della Lega araba hanno chiesto le dimissioni di Assad  dopo che nella nazione erano avvenute violente repressioni contro i manifestanti della Primavera araba.
In seguito alla fornitura di armamenti alle formazioni ostili al governo da parte di numerose nazioni straniere, le manifestazioni pacifiche furono progressivamente sostituite da scontri armati su larga scala e le violenze aumentarono esponenzialmente fino a trasformarsi in una sanguinosissima guerra civile nell'anno successivo.
In ambito ONU, sulla figura di Baššār al-Asad si è verificata una profonda spaccatura tra i due blocchi dei membri permanenti del Consiglio di Sicurezza, costituiti da Stati Uniti d'America, Francia e Regno Unito che durante la guerra hanno espresso sostegno agli insorti e da Russia e Cina che invece sostengono il governo siriano sia in ambito diplomatico sia in quello militare. Assad è stato riconfermato presidente nel 2014 ottenendo l'88,7% dei voti e nel 2021 ottenendo il 95,1% dei voti; le elezioni sono state boicottate dall'opposizione, si sono svolte in assenza di osservatori indipendenti e non sono considerate libere e legittime dalla comunità internazionale.
Nel novembre 2024 una coalizione di ribelli siriani ostili al regime siriano e guidati da Abū Muḥammad al-Jawlānī ha effettuato un'estesa serie di attacchi nel paese con l'intenzione di rovesciare al-Asad. Dall'8 dicembre successivo, giorno dell'ingresso a Damasco delle truppe ribelli, al-Asad, fuggito a Mosca insieme alla famiglia, è in asilo politico in Russia sotto la protezione del governo di Vladimir Putin. Tale vicenda ha segnato il collasso del regime di Assad.

## Biografia
Baššār al-Asad è nato a Damasco l'11 settembre 1965, secondogenito del presidente siriano Ḥāfiẓ al-Asad e di Anīsa Makhlūf. Cresciuto nella capitale siriana, ha conseguito la laurea in medicina nel 1988 presso l'Università di Damasco ed ha lavorato nell'ospedale militare della città fino al 1992, quando si è trasferito nel Regno Unito per specializzarsi in oculistica, frequentando il Western Eye Hospital di Londra.

### Morte di Bāsil al-Asad

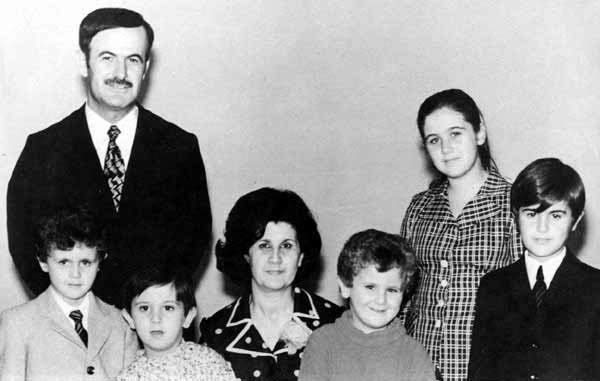
La famiglia al-Asad nei primi anni 1970. Da sinistra a destra: Ḥāfiẓ, Baššār, Māher, Anīsa Makhlūf, Majid, Bushra e Bāsil.

Senza tenere in alcun conto gli ideali del partito Baʿth al quale apparteneva, Hafiz al-Asad programmò attentamente la sua successione alla carica presidenziale ricercandola all'interno della sua famiglia e del suo gruppo religioso alauita. Baššār studiava a Londra e sembrava mostrare scarso interesse per la vita politica poiché il padre aveva destinato a succedergli l'altro figlio, fratello maggiore di Baššār, Bāsil al-Asad, il quale aveva ricevuto una formazione militare ed era a capo della guardia presidenziale. 

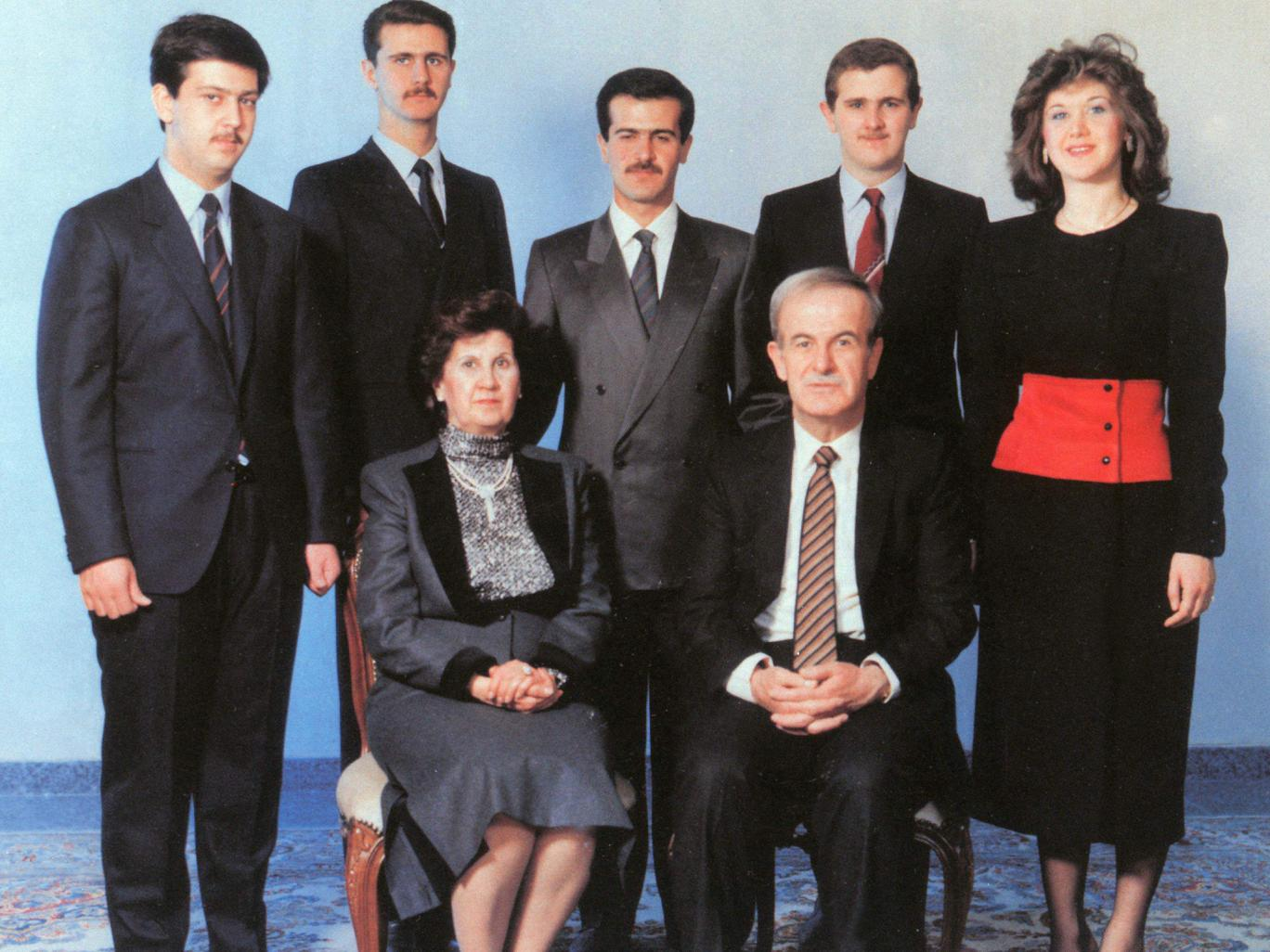
La famiglia al-Asad nel 1993. Da sinistra a destra, in primo piano: Anīsa Makhlūf e Ḥāfiẓ in secondo piano: Māher, Baššār, Bāsil, Majīd e Bushra

Quando Bāsil però morì in un incidente d'auto nel 1994, Baššār si ritrovò a essere il nuovo successore designato da parte di suo padre e dovette abbandonare gli studi per tornare in patria. Qui ebbe una rapidissima carriera militare e si formò alla scuola di Stato Maggiore ottenendo il comando delle forze di occupazione siriane in Libano nel 1998 e raggiungendo il grado di colonnello nel 1999.

## Presidente della Siria

### Ascesa al potere
Quando l'anziano genitore morì per un infarto nel giugno del 2000, Baššār ereditò la presidenza violando di circa due mesi la legge che stabiliva un'età minima di 35 anni per assumere la carica e riuscendo, grazie alla lunga preparazione politica voluta da suo padre, a marginalizzare i sostenitori di suo zio Rifa'at al-Assad. Diventato presidente senza avere alcuna precedente esperienza politica, secondo alcuni osservatori sarebbe stato guidato dalla vecchia cerchia di collaboratori del padre. Assad è stato poi confermato presidente il 10 luglio 2000, con il 99,7% dei voti espressi. In linea con il suo ruolo di presidente della Siria, è stato anche nominato comandante in capo delle Forze armate siriane e segretario regionale del Partito Ba'th.

### Politica interna

#### Primavera di Damasco
Subito dopo essere entrato in carica, un movimento di riforma ha compiuto cauti passi avanti durante la cosiddetta "Primavera di Damasco" (in arabo ربيع دمشق‎?, Rabīʿ Dimashq).
La Primavera di Damasco vide il fiorire di numerosi gruppi di discussione e critica politica, come il Forum Atassi e il Forum Kawākibī, impegnati a rivolgere petizioni e proposte di riforma al governo.
Cominciò con la Dichiarazione del 99 (dichiarazione firmata da un gruppo di intellettuali in cui si chiedeva la fine dello stato di emergenza, della detenzione dei prigionieri politici, il rimpatrio di deportati ed esuli, la protezione legale per la libertà di parola e la libertà di riunione) e l'istituzione dei Comitati della Società Civile, quindi la Dichiarazione dei 1000 (più dettagliata della precedente e in cui, criticando la regola del partito unico del partito Baʿth, si faceva appello alla democrazia multipartitica, con un sistema giudiziario indipendente e senza discriminazioni nei confronti delle donne) emessa portando la firma di 1 000 intellettuali siriani nel 2001. Asmāʾ al-Asad, la first lady siriana, partecipava alle assemblee e presiedeva alcuni di questi gruppi. Gli eventi della Primavera di Damasco rappresentarono i primi luoghi di dibattito pubblico, dove potevano essere formulate critiche verso il governo centrale.
Bisogna inoltre ricordare la nascita di organizzazioni non governative, sponsorizzate dal governo, come la Società Siriana per lo Sviluppo e il Fondo per lo Sviluppo Rurale Integrato in Siria. Nello stesso periodo la stampa, da sempre strettamente controllata dal regime, visse una timida iniezione di libertà con la nascita di alcune testate formalmente indipendenti come il satirico al-Dūmarī, il settimanale d'attualità politica Abyaḍ wa Aswad (Bianco e Nero) e il quotidiano economico al-Iqtiṣādiyya (L'economia). Si trattava di una novità assoluta, sebbene la direzione di queste testate sia per lo più appannaggio di fedelissimi del clan al-Asad o del partito.
La Primavera di Damasco ha portato alla chiusura della prigione di al-Mizza e alla dichiarazione di un'amnistia di ampio respiro che ha liberato centinaia di prigionieri politici affiliati ai Fratelli Musulmani. Tuttavia, le repressioni di sicurezza sono incominciate nuovamente entro l'anno. Molti analisti hanno affermato che la riforma sotto Assad era stata inibita dalla "vecchia guardia" di membri del governo fedeli al suo defunto padre.
Il periodo fu di intenso dibattito politico e sociale in Siria, iniziatosi dopo la morte del presidente Ḥāfiẓ al-Asad nel giugno 2000 è continuato in certa misura fino all'autunno 2001, quando la maggior parte delle attività a essa associate furono soppresse dal governo.
La legislazione dello stato di emergenza e gli sconvolgimenti provocati dall'arrivo dei profughi iracheni, dopo l’invasione statunitense dell’Iraq nel 2003, rappresentarono un periodo di arresto nel dibattito politico e un irrigidimento delle posizioni del governo.
Il 27 maggio 2007, Asad è stato confermato per altri sette anni in un referendum sulla sua presidenza, con il 97,6% dei voti a favore.

#### Riforme del sistema politico
Nel corso dei primi tre anni di presidenza di Baššār i tre quarti dell'amministrazione siriana, fino ad allora in mano alla "vecchia guardia" del partito, saranno sostituiti pezzo per pezzo con fedeli del nuovo presidente, molti dei quali erano giovani tecnocrati con un'educazione occidentale. È con la loro collaborazione che il nuovo capo dello Stato avvia la riorganizzazione del settore pubblico (sotto la guida di esperti francesi), la creazione di università private e la lotta alla corruzione all'interno della pubblica amministrazione non escludendo l'arresto di membri del governo per sottrazione di fondi pubblici.
Il processo di svecchiamento dell'apparato statale prende anche la strada del pensionamento: gli impiegati statali con più di sessant'anni vengono infatti mandati in quiescenza nel marzo 2002.
Nel 2003 le prime elezioni legislative durante la presidenza di Baššār al-Asad confermano l'avvento di un'onda nuova: cambiano 178 deputati su 250 eletti. Dal 2001 i partiti del Fronte Nazionale Progressista possono pubblicare giornali, aprire sedi locali e patrocinare associazioni studentesche: il risultato di questa modesta apertura è il 50% in più di candidati rispetto alle precedenti elezioni, fra cui circa l'80% di candidati indipendenti, per lo più uomini d'affari, esponenti del mondo universitario, professionisti e anche leader religiosi. Tutto ciò nonostante le liste siano controllate da un'apposita commissione, la pratica dell'acquisto di voti sia estremamente comune e il ruolo dei candidati indipendenti in parlamento sia ancora poco significativo.
La maggiore apertura nei confronti dei partiti del FNP sembra in qualche modo strumentale al regime che necessita un ulteriore allargamento della base del proprio potere; in quest'ottica nel 2005 il Partito Nazionalista Sociale Siriano entra nel FNP.

#### Riforme del partito Ba'th
Le riforme più significative riguardano però l'organizzazione interna del partito e dell'apparato burocratico: secondo la Costituzione al Comando Regionale del partito Ba'th è riservata l'elaborazione e il rafforzamento delle riforme politiche profonde, mentre al governo spetta gestire i problemi correnti.
Con il decreto 408-409 del giugno 2003, la presidenza ribadisce la separazione di poteri tra partito ed esecutivo ma cercherà anche di bypassare sempre più la mediazione del partito nella gestione degli affari regionali, cercando un contatto diretto con i governatori locali. Il processo di ridimensionamento del Comando Regionale del Baʿth, e in definitiva del ruolo del partito, continuerà con il successivo Congresso, il decimo, tenutosi due anni dopo.
I maggiori cambiamenti si riscontrano, come premesso, nell'organizzazione interna del partito: la portavoce del Congresso, Butayna Shaʿbān annuncia una maggiore separazione tra funzioni del partito e funzioni di governo, mantenendo le sole cariche di primo ministro e portavoce del parlamento riservate a membri del Baʿth. Il Comando Regionale inoltre è ridotto da 21 a 14 membri. Tuttavia il cognato del presidente è confermato al vertice dei servizi segreti militari, mentre Maher al-Assad fratello di Baššār e Manāf Ṭlass, figlio dell'ex ministro della difesa Muṣṭafā Ṭlass, sono a capo della Guardia Repubblicana. All'interno del partito è portato a termine il processo di sostituzione della vecchia guardia, cominciato nel giugno 2000, con i fedeli del presidente in carica; la più clamorosa sostituzione è quella avvenuta nel 2005 ai danni del vicepresidente ʿAbd al-Ḫalīm Khaddām, icona del regime di Ḥāfiẓ al-Asad. Khaddām riparerà in seguito a Parigi, da dove farà pesanti rivelazioni sul coinvolgimento del regime nell'omicidio Ḥarīrī.

#### Riforme economiche
Privato del poco competitivo mercato iracheno a causa della guerra, l'apparato produttivo siriano mise in evidenza l'esigenza di riforme: l'economia rimaneva caratterizzata da una marcata centralizzazione, dal sistema dei sussidi e da una generale inefficienza. Il presidente si concentrò invece sull'ammodernamento del sistema finanziario. Nel 2001 venne autorizzata la creazione di banche private: il cambiamento fu molto lento ma con il tempo si poterono contare 14 istituti privati, tradizionali o islamici. Nel 2003 è stata abrogata la legge che criminalizzava il possesso di valuta estera da parte dei privati e nel 2006 le banche sono autorizzate a cedere valuta ai privati per finanziare le importazioni mentre i privati sono autorizzati a svolgere attività di cambiavalute.
Nel 2005 si tiene il decimo congresso del partito Baʻth e in accordo con esso l'anno successivo viene approvato il piano economico quinquennale 2006-2010, che prevede la trasformazione dell'economia siriana da un'economia pianificata di stampo socialista in un'economia sociale di mercato (sebbene la Costituzione prevedesse, fino alla modifica del 2012, solo un'economia pianificata), attraverso metodi indiretti di controllo dei settori produttivi (pianificazione “indicativa”) e la promozione di investimenti privati. Il primo passo della riforma consiste nella legge n. 155 sugli investimenti del 2007, che abroga la legge n. 10 del 1991. Essa sancisce il diritto all'acquisto di proprietà immobiliari da parte di investitori locali e stranieri (sebbene con alcuni vincoli residui per questi ultimi), permette il trasferimento dei capitali ricavati, e parzialmente anche degli stipendi, all'estero o in valuta straniera, offre incentivi (nella forma di esenzioni) fiscali ed elimina i dazi sulle importazioni di capitali. Sebbene gli investimenti esteri diretti siano aumentati considerevolmente durante la presidenza di Baššār al-Assad, l'attrattività della Siria rimane bassa per gli investitori: nel triennio 2007-2009 il paese registra un livello d'investimento di 79 dollari pro capite, contro una media regionale di 163 dollari e una media mondiale di 235 dollari; la performance risulta positiva invece se gli investimenti esteri sono rapportati al PIL. Il 2009 segna una forte caduta degli investimenti (-58%), con qualche operazione di rilievo nel settore strategico dell'energia.
Nel marzo del 2009 inoltre è stata riaperta la borsa valori di Damasco. Nel gennaio 2010 il governo ha elevato dal 49 al 60% la quota di capitale che può essere detenuta dagli investitori esteri. Nel luglio dello stesso anno è stata autorizzata la costituzione di banche d'investimento, seppur fissando un livello minimo di capitale molto elevato che scoraggia i potenziali investitori esteri.

#### Ostacoli al processo riformista
Il paese subisce l'impatto negativo delle sanzioni americane, il raffreddamento dei rapporti con l'Arabia Saudita a partire dal 2005 e l'allentamento dei rapporti con il Libano, partner economico importante, sia nel settore formale sia in quello informale. La dipendenza delle esportazioni dal settore petrolifero rimane alta.
Le riforme economiche messe in atto negli anni duemila hanno dato risultati contraddittori: il PIL pro capite, benché rimanga molto basso anche rispetto alla media dell'area, aumenta considerevolmente e costantemente nel quinquennio 2005-2009; l'inflazione è cresciuta mediamente del 14% nei primi quattro anni, con un calo del 7,6% nel 2009. L'inefficienza e la corruzione dell'apparato burocratico continuano a scoraggiare gli investitori; la situazione di monopolio che ancora caratterizza diversi settori, il basso livello tecnologico e la scarsa specializzazione dei lavoratori rendono inoltre i prodotti siriani poco competitivi sul mercato estero. La produttività, in generale, rimane bassa. Nella classifica stilata dalla Banca Mondiale delle economie che maggiormente favoriscono gli investimenti, la Siria è al 144º posto su 183 paesi, ben al di sotto degli altri paesi dell'area e al 176° per quanto riguarda i mezzi di tutela giudiziaria e al 168° per la possibilità di accesso al credito.
Se dunque la legislazione siriana in materia economica si è notevolmente evoluta nell'ultimo ventennio, l'attrattività del paese per gli investitori rimane ancora bassa in confronto agli altri paesi dell'area. Basse sono anche le performance della produttività e del valore aggiunto. Ciò è dovuto in grande misura al persistere dell'inefficienza del sistema burocratico: sebbene l'apparato statale sia stato svecchiato con il pensionamento obbligatorio degli ultrasessantenni, gli impiegati pubblici sono tuttora in soprannumero: con un milione e quattrocentomila unità costituiscono quasi il 30% della forza lavoro del paese. Lo snellimento dell'apparato eroderebbe la base di legittimità del regime, creando al contempo notevoli scompensi sociali dovuti all'incapacità del sistema economico di riassorbire i lavoratori espulsi e alla mancanza di una rete sociale di protezione. Le cariche più alte all'interno del sistema avvengono inoltre per nomina politica, anteponendo l'interesse clientelare alle capacità degli individui.
Nella classifica stilata da Transparency International, che misura il grado di corruzione pubblica (Corruption Perception Index), e quindi l'affidabilità economica di un paese, la Siria è al 126º posto su 180 paesi censiti, con un punteggio di 2,5 su 10. Il risultato era stato di 3,4 su 10 nel 2003. Per quanto riguarda l'indice di libertà economica (Index of Economic Freedom) è al 145º posto su 179 paesi e quindicesimo sui diciassette paesi della regione, davanti ai soli Iran e Libia, con un peggioramento generale rispetto agli anni precedenti, concentrato in particolare nell'area delle norme e della possibilità di accumulare proprietà private, nelle possibilità d'investimento e ancora nella corruzione del sistema pubblico. Il paese manca tuttora, inoltre, di una legge anti-corruzione. Il cammino contraddittorio delle liberalizzazioni messe in opera prima da Ḥāfiz e poi da Baššār ha favorito il nascere di un capitalismo clientelare, i cui membri assumono un ruolo sempre più visibile nella società siriana.
Consapevole di queste sfide il governo siriano ha conferito al progetto per il piano quinquennale 2011-2015, approvato il 7 novembre 2010, un'impostazione fortemente sociale (o “focalizzata sulla dimensione sociale dello sviluppo”) con obiettivi che vanno dalla creazione di una rete di protezione sociale alla promozione della giustizia sociale, dalla creazione di posti di lavoro all'eliminazione della povertà, rivendicando ancora una volta, almeno ufficialmente, l'aspetto sociale della svolta economica e rinnovando così il “contratto sociale” con gli strati più disagiati della popolazione e più esposti ai disagi della svolta economica.

### Politica estera
Musulmano del gruppo religioso minoritario degli alauiti, Baššār è malvisto dai militanti sunniti, che già nel settembre del 1982 erano insorti in armi nella città di Hama contro il governo del padre. Baššār al-Asad è malvisto in particolare dagli ambienti legati ai Fratelli musulmani, tanto che, nell'incendio della rappresentanza consolare a Damasco della Danimarca a seguito della pubblicazione nel 2005 di alcune vignette satiriche nel quale era talora tratteggiata la figura di Maometto, alcuni osservatori hanno immaginato vi fosse una responsabilità non tanto del governo siriano, quanto dei Fratelli Musulmani, desiderosi di mettere in difficoltà il regime agli occhi degli Stati Uniti d'America e dell'Unione europea.
Nonostante Baššār al-Asad avesse promesso riforme economiche e politiche sin dalla sua ascesa al potere, non ha evitato alla Siria di essere inclusa dagli USA tra i cosiddetti "Stati canaglia": una definizione assai controversa con la quale gli USA indicavano quei Paesi - come la Corea del Nord, Cuba, l'Iraq di Saddam Hussein, l'Iran degli Ayatollah e la Libia di Mu'ammar Gheddafi - distintisi per forme di governo autoritarie che violavano gravemente i diritti umani, per aver sponsorizzato il terrorismo oppure per aver organizzato in prima persona operazioni terroristiche, in particolare contro gli Stati Uniti e Israele.
Nonostante le relazioni tese con Israele, Baššār al-Asad ha dichiarato di auspicare una ripresa delle trattative con lo Stato ebraico sulla questione delle alture del Golan occupate. Il suo appoggio a Ṣaddām Ḥusayn prima dell'invasione americana dell'Iraq nel 2003 ha tuttavia alimentato ulteriormente le tensioni tra i due Paesi e lo ha fatto bollare come personaggio politicamente ambiguo agli occhi delle diplomazie occidentali.
La medesima ambiguità sembra caratterizzare anche la vicenda che ha portato il 14 febbraio 2005 all'assassinio del miliardario ed ex Primo ministro del Libano Rafīq al-Ḥarīrī a Beirut, a seguito di un attentato dinamitardo che distrusse l'autovettura su cui viaggiava. L'avvio dell'inchiesta ha messo in luce un intreccio d'interessi politici nel quale è stato coinvolto anche Rifa'at al-Asad. Le pressioni di una parte dei libanesi e le minacce degli USA hanno indotto dal 24 aprile 2005 la Siria a far rientrare in patria le proprie forze armate che stazionavano nella valle libanese della Beqāʿ fin dall'ottobre 1976, anno in cui, sotto il nome di FAD (Forza Araba di Dissuasione) e su esplicito invito dalla Lega Araba riunita a Riyāḍ, alla Siria era stato chiesto di intervenire militarmente in Libano per metter fine a una lunga e irrefrenabile guerra civile.
La Siria, Paese povero di petrolio e con un'economia non particolarmente forte, rappresenta la punta più avanzata della politica anti-israeliana nel Vicino Oriente (soprattutto dopo che Egitto e Giordania hanno avviato un processo di normalizzazione delle loro relazioni con lo Stato ebraico), e da sempre reclama la restituzione dei territori occupati da Israele in seguito alla sconfitta araba nella guerra dei sei giorni. È per questo che la Siria da sempre offre ospitalità ai movimenti più violentemente anti-israeliani, dall'ormai non più esistente organizzazione palestinese di resistenza al-Sāʾiqa (La folgore), alla più recente organizzazione Ḥamās, qualificata come terrorista sia dagli Stati Uniti sia dall'Unione europea.
Baššār al-Asad si ritrova quindi in rotta di collisione con gli Stati filo-americani e filo-israeliani, in particolare sui seguenti punti:
- il sostegno politico ed economico, come pure di armamenti, al partito libanese dell'Ḥezbollāh;
- il sostegno al movimento palestinese Ḥamās attuato anche offrendo ospitalità al suo maggior rappresentante Isma'il Haniyeh che è vissuto in Siria fino al 2012;[56]
- l'inflessibile ostilità mostrata verso Israele, Stato col quale la Siria non ha mai voluto concludere alcuna pace fin dal 1948, reclamando la dovuta restituzione, secondo decisione delle Nazioni unite, di quanto delle alture siriane del Golan e della città fantasma di Quneyṭra è ancora in mano israeliana dopo la guerra del 1967, oltre a una soluzione del problema palestinese che comporti anche il ritorno in Israele dei discendenti dei profughi fuggiti o espulsi durante i vari conflitti intercorsi.

Questa condotta politica ha procurato ad al-Asad una grandissima popolarità tra le popolazioni del mondo arabo, oltre a creare una forte sintonia con il regime dell'Iran, paese la cui influenza nel Vicino Oriente è cresciuta dopo il crollo del regime iracheno e la perdurante instabilità del Libano.

### La guerra civile in Siria
Nella prima metà del 2011, a seguito della cosiddetta Primavera Araba, anche la Siria è stata coinvolta in manifestazioni contro il governo di Baššār al-Asad per spingerlo alle dimissioni. Asad ha risposto alle manifestazioni concedendo una nuova costituzione, approvata mediante il referendum costituzionale del 2012. Il 3 giugno 2012, in occasione dell'insediamento del nuovo Parlamento siriano, il raʾīs ha accusato i rivoltosi di essere dei terroristi manovrati da potenze straniere con i quali, pertanto, non vi sarebbe stato compromesso. Fra le forze di opposizione si aggiunsero in seguito anche le Unità di Protezione Popolare curde affiliate al PKK e nel 2013 incominciò l'ascesa del Fronte al-Nusra affiliato ad al-Qāʿida e dello Stato Islamico.
Il 23 agosto 2013, a seguito dell'uso di armi chimiche avvenuto a Damasco, Stati Uniti e Unione europea hanno accusato le forze governative di Asad di aver condotto l'operazione, aprendo concretamente la possibilità di un intervento militare contro il regime. Asad e il suo governo hanno sempre sostenuto che gli attacchi chimici siano stati in realtà orchestrati dai ribelli e dall'intelligence straniera per avere un pretesto per l'intervento. Su iniziativa russa, la crisi internazionale si è risolta con l'adesione della Siria alla Convenzione sulle armi chimiche e con la distruzione sotto egida ONU dell'arsenale chimico siriano.
Il 3 giugno 2014, in occasione delle prime elezioni presidenziali multipartitiche dopo mezzo secolo, svolte secondo quanto previsto dalla Costituzione del 2012, Baššār al-Asad viene rieletto, sostenuto dal Partito Ba'th, Presidente della Siria con 10.319.723 voti (92,20% delle preferenze, pari al 65% dell'elettorato siriano) per un terzo mandato di 7 anni. Il governo siriano sottolineò come l'affluenza, limitata solo alle aree in mano ai governativi, fosse stata record sia nel Paese sia all'estero. Per gli oppositori di Assad si sarebbe trattato invece di una "farsa costruita nel sangue" e gli altri candidati sarebbero stati dei "burattini" manovrati dal regime. Diversi Paesi hanno fatto in modo che i siriani espatriati non potessero votare presso i consolati o le ambasciate: Belgio, Canada, Egitto, Francia, Germania, Giordania, Qatar, Arabia Saudita, Turchia, Emirati Arabi Uniti, Gran Bretagna e USA. Il voto è stato tuttavia riconosciuto da 30 stati tra cui Russia, Cina, Sudafrica, Brasile, India, Venezuela, Cuba e Iran.
Per far fronte alle necessità militari l'esercito siriano guidato da Asad ha dovuto integrare nell'esercito regolare varie milizie di differenti provenienze formando allo stesso tempo nuove forze operative quali la Forza Nazionale di Difesa, nata nel 2012 per istituzionalizzare le forze di autodifesa popolari nate spontaneamente in risposta agli attacchi delle milizie ribelli islamiste, e le Forze Tigre, unità governativa di forze speciali creata nel 2013.
La Russia di Vladimir Putin, assieme all'Iran e alla milizia libanese di Hezbollah hanno al contempo rappresentato il più valido sostegno al fronte di Assad nel conflitto civile.
Con il protrarsi della guerra il governo di Assad, dopo dure sconfitte iniziali che avevano messo concretamente a repentaglio la sua stessa sopravvivenza, ha sfruttato efficacemente la frammentazione del fronte ribelle e, a partire dal 2015, grazie al massiccio supporto militare russo, ha progressivamente riconquistato e ripreso il controllo di gran parte dei territori persi a favore di milizie ribelli o islamiste tanto che al gennaio 2019 le forze governative controllano le città principali di Aleppo e Damasco e la maggior parte del territorio siriano con l'esclusione di alcune zone sotto il controllo dei curdi o di milizie vicine alla Turchia e al governatorato di Idlib ancora occupato da diverse milizie ribelli, quali soprattutto il Fronte di Liberazione Nazionale (NLF, supportato dalla Turchia) e Hayat Tahrir al-Sham (HTS, legato ad Al-Qaida).

#### Questione curda
I curdi durante la guerra civile hanno costituito le Forze Democratiche Siriane (FDS) allo scopo di combattere contro le forze islamiste dello Stato Islamico in tutta la Siria nord-orientale. A fine luglio 2018 i curdi ormai controllano circa un quarto del territorio siriano, ovvero la federazione del Rojava comprendente gran parte della Siria a est dell'Eufrate, le città di Raqqa, Manbij e le zone a esse adiacenti. Nelle mani delle FDS vi è la maggior parte del confine siriano con la Turchia, stato da sempre ostile alle rivendicazioni curde.
Diffidenti degli alleati americani che avrebbero annunciato il ritiro delle loro truppe dalla Siria (anche se a data da destinarsi) e temendo di trovarsi isolati politicamente come già avvenuto ai vicini peshmerga iracheni del KRG (assediati prima da Baghdad poi dalla Turchia a seguito del referendum per l'indipendenza del 2017, il quale era osteggiato anche dagli USA), avviano i primi contatti con Damasco per trovare una soluzione pacifica finale alla crisi siriana, aspirando a un riconoscimento di autonomia regionale e a maggiori diritti per le minoranze etniche rimanendo però all'interno della nazione siriana. In tale direzione vanno infatti i contatti per il ripristino della centrale idroelettrica della diga di Tabqa, i patti per la fornitura di petrolio dai pozzi dell'est del Paese controllati dalle FDS all'ovest governativo (oltre che all'Iran) e in ultima analisi anche l'offerta di supporto militare da parte di ufficiali curdi per le operazioni governative nel governatorato di Idlib.
Il governo di Baššār al-Assad in ogni caso si dichiara contrario a un sistema federale o che comunque preveda forme di amministrazione autonoma.
Il 28 ottobre 2018 e i giorni successivi Kobanê e diverse città lungo la frontiera turco-siriana controllate dalle Forze Democratiche Siriane vengono bombardate dall'artiglieria turca. Le FDS, in seguito a rapporti riguardo alla preparazione di nuove operazioni militari in Siria da parte della Turchia e in seguito a una serie di sconfitte durante l'assedio della sacca di Hajin, decidono di sospendere le operazioni contro Daesh, accusando nel contempo la Turchia di fornire supporto diretto a tale gruppo.
Il 19 dicembre 2018 il presidente Donald Trump annuncia l'imminente ritiro delle truppe americane dalla Siria, innescando la rabbia delle Forze Democratiche Siriane che ritengono che la Turchia abbia ottenuto dagli Stati Uniti il via libera per poter sferrare un attacco contro di esse.
Nell'ottobre 2019, il presidente turco Erdogan avvia una offensiva nel nord della Siria (condannata da diversi attori regionali ed internazionali) diretta contro le postazioni controllate dalle milizie curde (da turchi considerate milizie terroristiche).
Per fronteggiare l'offensiva turca, le forze curde hanno raggiunto un accordo con il governo siriano, per l'invio di un contingente militare a protezione delle città strategiche di Kobanê e Manbij. L'accordo, stipulato con la mediazione del governo russo è frutto di negoziati tra le Forze Democratiche Siriane dell'amministrazione semiautonoma curda nel Nord-Est della Siria e il governo siriano, svoltisi presso la base aerea russa di Chmejmim a Laodicea. Grazie all'accordo raggiunto truppe regolari fedeli a Damasco rientrano, dopo anni, nelle zone controllate dai curdi agendo come forze di interposizione fra questi ultimi e turchi.

#### Ricostruzione
A guerra ancora in corso, con il processo di pace avviato, al-Assad ha affermato che la Siria sarà in grado di ricostruire da sola il Paese, ovvero senza la necessità di investimenti da parte delle nazioni che avrebbero finanziato le forze ribelli. Assad ha affermato di essere in grado di reperire fondi dai Paesi amici, dalla confisca di beni ai rifugiati della diaspora siriana e dal tesoro statale. L'Iran ha espresso interesse ad aiutare a ricostruire la Siria. Donatori internazionali sono stati proposti come finanziatori della ricostruzione. Al novembre 2018, sono emerse notizie secondo cui la ricostruzione fosse già iniziata. È stato riferito che il problema più grande che deve affrontare il processo di ricostruzione è la mancanza di materiali dovuta all'embargo a cui la Siria è sottoposta. Vi è quindi un'elevata necessità di assicurarsi che le risorse esistenti siano gestite in modo efficiente. Lo sforzo di ricostruzione è rimasto finora a capacità limitata e si è concentrato su alcune aree ristrette, ignorando spesso le zone abitate dalle persone più disagiate.

#### Offensiva ribelle, caduta del regime ed esilio in Russia

Le forze di opposizione ribelli rovesciarono il regime di al-Assad in 11 giorni

Nel dicembre 2024, Stati Uniti, Germania, Francia e Regno Unito hanno esortato ad allentare la tensione in Siria mentre la violenza stava divampando ancora una volta. La presa di Aleppo da parte delle fazioni ribelli, guidate dal gruppo Islamista Hayat Tahrir al-Sham, ha provocato una campagna di attacchi aerei di rappresaglia da parte del presidente al-Assad e dei suoi alleati russi. Gli attacchi, che hanno preso di mira centri abitati e diversi ospedali nella città di Idlib controllata dai ribelli, hanno causato almeno 25 morti, secondo la difesa civile siriana. I paesi della NATO hanno rilasciato una dichiarazione congiunta chiedendo la protezione dei civili e delle infrastrutture critiche per prevenire ulteriori sfollamenti e garantire l'accesso umanitario, sottolineando l'urgente necessità di una soluzione politica guidata della Siria, in accordo con la risoluzione 2254 del Consiglio di Sicurezza delle Nazioni Unite, che sostiene il dialogo tra il governo siriano e le forze di opposizione. L'offensiva dei ribelli, iniziata il 27 novembre 2024, ha continuato l'avanzata nel paese, procedendo nel governatorato di Hama dopo la presa della città di Aleppo.
Il 4 dicembre 2024 hanno avuto luogo feroci scontri nel governatorato di Hama tra l'esercito siriano e i ribelli guidati dagli islamisti. Le forze governative hanno affermato di aver lanciato una controffensiva con il supporto aereo russo, respingendo le fazioni ribelli, tra cui Hayat Tahrir al-Sham, a circa sei miglia dalla città. Tuttavia, nonostante i rinforzi, i ribelli hanno conquistato la città il giorno successivo. I combattimenti hanno causato diffusi sfollamenti, con quasi 50.000 persone in fuga dalla zona e oltre 600 vittime segnalate, tra cui 104 civili. Il 6 dicembre i ribelli hanno circondato la capitale Damasco, prendendola due giorni dopo, subito dopo che al-Assad aveva lasciato la città, segnando la fine del regime della famiglia Assad sulla Siria durato 54 anni. Un comunicato ufficiale del governo russo, nel frattempo, ha dichiarato che al-Assad aveva lasciato la Siria in seguito alle dimissioni dalla carica di presidente. Grazie agli sforzi del ministro degli esteri russo Sergej Lavrov nel facilitare la sua fuoriuscita dal paese, al-Assad, fuggito in gran segreto dalla capitale su un aereo militare russo, sarebbe andato prima alla base aerea di Khmeimim gestita dai russi vicino a Laodicea, per poi procedere da lì verso Mosca.
Il 16 dicembre, sul suo account Telegram, l'ex presidente siriano, in un comunicato, ha affermato che la sua "evacuazione" in Russia non è stata "premeditata", ma che è stata invece richiesta da Mosca. Quanto alla presa del potere da parte dei ribelli, al-Assad ha affermato: «Ora la Siria è in mano ai terroristi».

## Accuse di crimini di guerra
Nel dicembre 2013, l'Alto commissariato delle Nazioni Unite per i diritti umani Navi Pillay ha dichiarato che i risultati di un'indagine delle Nazioni Unite hanno implicato Assad in crimini di guerra. Il "meccanismo investigativo congiunto OPCW-ONU" ha concluso nell'ottobre 2017 che il governo di Assad è stato responsabile dell'attacco chimico di Khan Shaykhun. Nel giugno 2014, il "Syrian Accountability Project" ha incluso Assad in un elenco di accuse per crimini di guerra di funzionari governativi e ribelli che ha inviato alla Corte penale internazionale. Assad ha respinto le accuse di crimini di guerra, sostenendo che gli attacchi chimici fossero azioni compiute dai ribelli e dalle forze di intelligence straniere per screditare il suo governo ed ha inoltre criticato le azioni di supporto occidentali ai ribelli siriani, sostenendo che la guerra in Siria sia stata causata primariamente dalle ingerenze degli Stati Uniti in politica estera. Un rapporto ONU ha stabilito che le forze di Assad nel 2011 uccisero un gran numero di oppositori, compresi oltre 250 bambini.

## Caratteristiche

### Immagine pubblica

La composizione etno-religiosa della Siria nel 2012.

Di fede alauita (un gruppo religioso musulmano sciita relativamente diffuso tra Libano e Siria costiera), Assad si è trovato a governare un Paese in larga maggioranza sunnita. Sebbene il suo governo si dichiari laico, principalmente ricercando il supporto delle numerose minoranze etnico-religiose siriane in contrapposizione con i gruppi fondamentalisti islamici ostili ad esso, è stato accusato di sfruttare le tensioni sociali siriane e di fare largo affidamento a violenze settarie per rimanere al potere grazie al supporto degli alauiti, che pertanto furono tra le minoranze più colpite dalle azioni di gruppi ribelli e jihadisti nel corso della guerra civile siriana. Durante la guerra una parte consistente della popolazione sunnita rimase ugualmente fedele al governo siriano.
Nel periodo precedente allo scoppio della guerra, al fine di promuovere la loro rappresentazione nei media all'estero, Baššār al-Asad e sua moglie Asmāʾ al-Asad hanno assunto società di consulenza d'immagine con sede negli Stati Uniti e nel Regno Unito con, in particolare, servizi fotografici per Asmāʾ al-Asad su riviste di moda e celebrità, tra cui Vogue nel numero di marzo 2011.
Durante la guerra civile ha avuto tra i soprannomi "Leone di Damasco" (titolo già associato al padre) dai sostenitori e "Macellaio di Damasco" dai detrattori, in associazione con Saddam Hussein (il "Macellaio di Baghdad"). Nonostante il conflitto devastante per l’intero Paese, Asad, usando abilmente le immagini di propaganda, non si è fatto quasi mai vedere in divisa veicolando, secondo alcuni analisti, il messaggio di: "non esser il classico dittatore mediorientale" sul modello di Saddam Hussein e Mu’ammar Gheddafi. Le sue apparizioni sono quasi sempre in abiti civili anche quando visita i fronti e saluta i soldati impegnati in prima linea. Emblematico, in questo senso, è il video girato nell'aprile del 2018, con il presidente siriano immortalato dentro la propria auto, in occhiali da sole e camicia, mentre gira lungo le strade delle città della Ghūṭa orientale appena riconquistate. Se durante la guerra contro gli Usa la tv irachena trasmetteva ininterrottamente canzoni patriottiche e video su Saddam Hussein, la televisione siriana invece si concentra di più sulle notizie provenienti dai fronti di combattimento. Tutto ciò, secondo molti analisti, ha contribuito nel dare al presidente siriano un’immagine tanto forte quanto “normale”, cercando di trasmettere anche alla popolazione e ai soldati l’idea di lottare non per l’uomo al comando ma per la difesa della nazione. Più che una classica propaganda, i media vicini ad Assad sembrano voler rilanciare l’idea di normalità, la stessa che la popolazione siriana ricerca a partire dal 2011.

## Vita privata

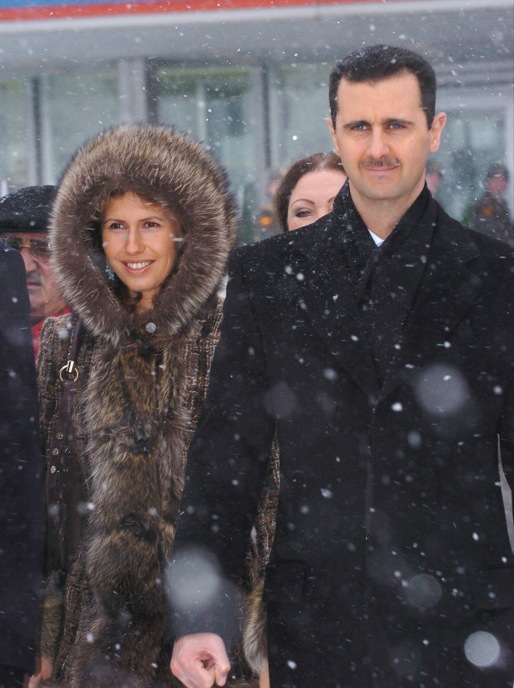
Baššār al-Asad con la moglie Asmāʾ a Mosca nel 2005.

Il presidente siriano è sempre stato piuttosto schivo e della sua vita privata si hanno poche notizie. È alto 1,89 m, parla fluentemente inglese e francese e ama praticare il nuoto, navigare in internet e ascoltare musica. È sposato dal dicembre del 2000 con una donna di fede sunnita conosciuta a Londra, Asmāʾ al-Akhras, e ha tre figli: Karīm, Ḥāfiẓ e Zayn.

### Onorificenze straniere

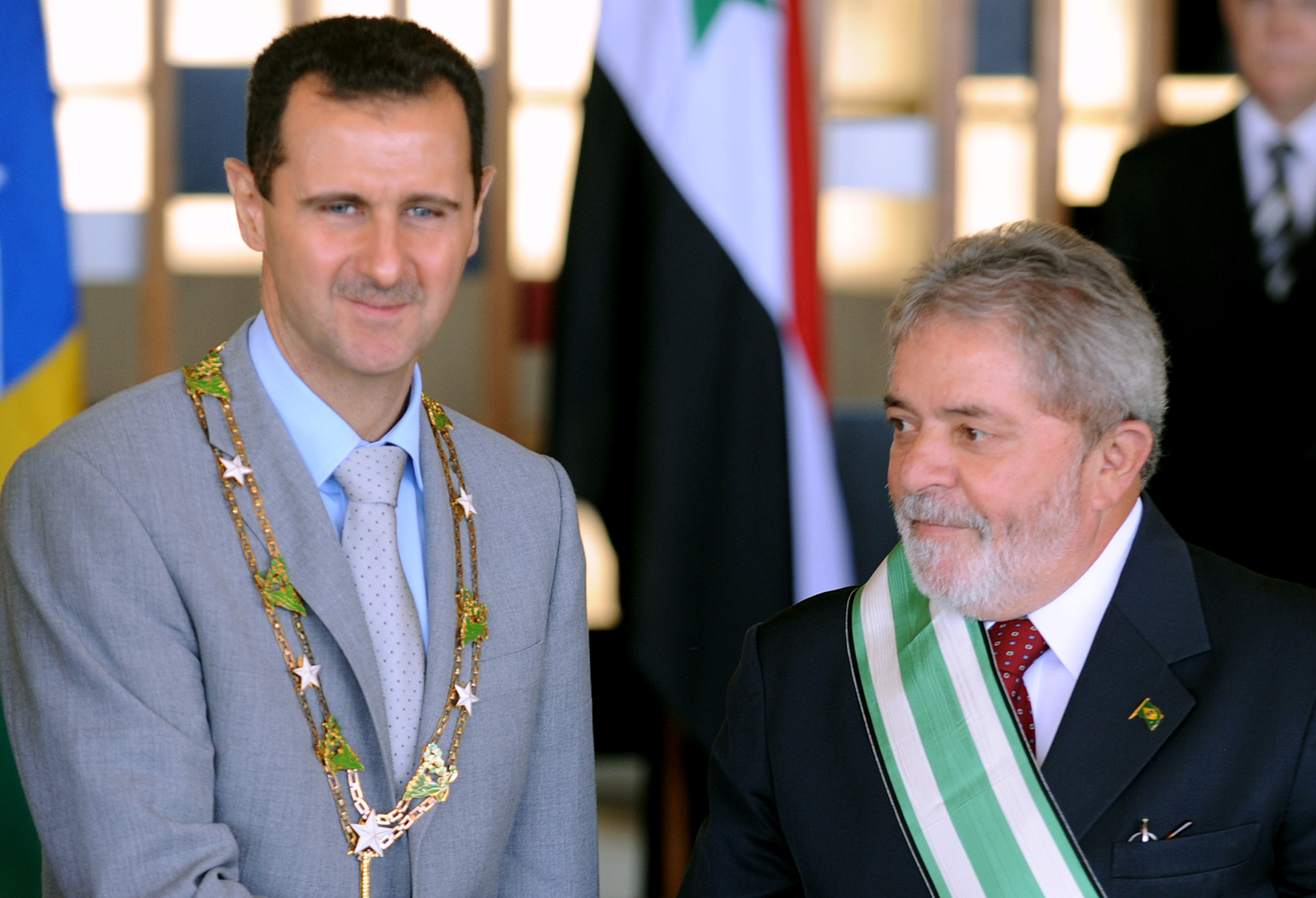
Il presidente brasiliano Lula riceve Bashar al-Assad nel palazzo Itamaraty nel 2010.

## Onorificenze

### Onorificenze siriane
Revocato: 8 dicembre 2024
Revocato: 8 dicembre 2024
Revocato: 8 dicembre 2024
Revocato: 8 dicembre 2024
Revocato: 8 dicembre 2024
Revocato: 8 dicembre 2024
Revocato: 8 dicembre 2024
Revocato: 8 dicembre 2024
Revocato: 8 dicembre 2024
Revocato: 8 dicembre 2024
Revocato: 8 dicembre 2024
Revocato: 8 dicembre 2024